# Sergej Stanislavovič Udal'cov
Sergej Stanislavovič Udal'cov, in cirillico, Сергей Станиславович Удальцов (Mosca, 16 febbraio 1977), è un attivista e politico russo, leader dell'Avanguardia della Gioventù Rossa attivista del Fronte di Sinistra. È uno dei leader delle proteste russe del 2012 contro Vladimir Putin.

## Biografia

### Arresti
Il 24 luglio 2014 è stato condannato da un tribunale penale a quattro anni e cinque mesi di detenzione, con l'accusa di aver organizzato "disordini di massa" durante le proteste del 2012. È stato rilasciato dal carcere nell'agosto 2017.
Il 4 dicembre 2011, il giorno delle elezioni legislative, Udal'cov è stato arrestato a Mosca con l'accusa di "aver insultato un poliziotto che lo aveva invitato ad attraversare la strada nel modo corretto" e detenuto per cinque giorni. Appena rilasciato, Udal'cov è stato arrestato di nuovo e condannato a 15 giorni di reclusione per aver lasciato l'ospedale senza permesso l'ottobre precedente, mentre era in cura durante un altro periodo di detenzione.
A dicembre Amnesty International gli ha conferito lo status di "prigioniero d'opinione" e ne ha chiesto l'immediata liberazione. Uno degli avvocati di Udal'cov, Violetta Volkova, ha fatto appello alla Corte europea dei diritti dell'uomo per il suo rilascio, citando numerose violazioni nella procedura. Secondo l'avvocato Nikolaj Polozov, "queste accuse sono infondate e volte solamente a impedire a Sergej di esercitare il proprio diritto costituzionale alla libera espressione politica".

### Manifestazioni del maggio 2012
Udal'tsov è stato tra gli organizzatori principali delle manifestazioni tenute a Mosca per protestare contro l'insediamento di Vladimir Putin al Cremlino, e ne ha favorito l'approccio aggressivo nei confronti della polizia e dei limiti stabiliti dalle autorità per manifestare. È stato arrestato, rilasciato, arrestato di nuovo durante una manifestazione successiva e condannato a 15 giorni di reclusione.
Il ricorso a manifestazioni violente è un cambio di tattica rispetto alle proteste anti-governative degli anni precedenti, che avevano regolarmente richiesto il permesso legale e avevano mantenuto un'atmosfera pacifica.

### Politica
In un'intervista del gennaio 2012, Udal'cov ha dichiarato di sperare in una "democrazia diretta, dove il popolo può esprimersi attraverso referendum corretti e trasparenti, dove possono interagire con le autorità usando internet, dove può dire la sua suelle riforme sociali". Secondo Udal'cov, "non siamo nostalgici dell'Unione Sovietica, non lottiamo per il ritorno a un'economia pianificata dove l'iniziativa sociale era repressa, ma vogliamo preservare quello che c'era di buono nel sistema sovietico mentre adottiamo nuovi modelli di sviluppo; vogliamo vedere lo sviluppo sociale e democratico della Russia".
Il 22 febbraio 2012, dopo le elezioni presidenziali, Udal'cov è stato suggerito come prossimo segretario del Partito Comunista della Federazione Russa. I rapporti tra il Fronte di Sinistra e il Partito Comunista sono molto stretti: Udal'cov ha lavorato come organizzatore per la campagna elettorale di Gennadij Zjuganov, che lo ha più volte descritto come suo alleato.
Contemporaneamente al suo avvicinamento al Partito Comunista, Udal'cov ha abbandonato l'ideologia marxista-leninista e si è definito sostenitore della socialdemocrazia, causando alcune controversie all'interno del Fronte Russo Unito del Lavoro.

## Vita privata
Sergej Udal'cov è sposato con Anastasija Udal'cova. Sono noti come la "coppia rivoluzionaria" della scena politica russa. Hanno due figli, Ivan (nato nel 2002) e Oleg (nato nel 2005).